# 레닌 모레노
레닌 볼타이레 모레노 가르세스(스페인어: Lenín Voltaire Moreno Garcés, 1953년 3월 19일~)는 에콰도르의 정치인이자 변호사이다. 2006년 11월 26일에 열린 에콰도르의 총선거에서 라파엘 코레아와 함께 당선되었으며, 2007년 1월 15일에 부통령, 2017년 에콰도르의 대통령으로 당선되었으며 2017년 5월 24일에 대통령으로 취임을 하였다.
부통령이 되기 전에 변호사와 정부 내각의 행정 책임자 같은 많은 정부 관련 직업을 거쳤다. 1998년 강도 공격으로 총상을 입은 후 휠체어를 타고 있다.

## 부패 의혹
이나 페이퍼즈 사건. 이것은 7600만 달러에 달하는 뇌물 또는 "킥백" 및 자금 세탁이 관련된 부패 사건으로, 이 사건에는 레닌 모레노와 그의 가족이 이라는 해외 회사와 관련되어 있다. 이 회사는 무릎 모레노의 형인 에드윈 모레노가 벨리즈에서 설립한 것으로 조사에 따르면 외국 회사에 대한 세제 혜택으로 알려진 세제 낙원이다.
Inapapers.org에 게시된 정보에 따르면, "Ina"라는 이름은 레닌 모레노의 딸들인 Karina, Cristina 및 Irina의 이름의 마지막 세 글자로 구성된 머릿글자 일 것으로 예상된다. 또한 조사는 자비에르 마시아스 카르미냐니와 마리아 악실리아도라 파티뇨를 모레노와 그의 아내 로시오 곤잘레스의 가까운 친구로 연결시켰다.
Ina Investment Corporation이 스위스에서 가구를 구매하고 스페인에서 아파트를 취득하는 등 여러 거래를 수행했다는 것이 밝혀졌다. 송장은 에드윈 모레노와 마리아 악실리아도라 파티뇨의 이름으로 발행되었다. 거래와 관련된 두 주소도 식별되었는데, 하나는 자비에르 마시아스 카르미냐니의 구아야킬의 집에 해당하고 다른 하나는 모레노 가르세스 형제의 친구 인 에드워도 로페스가 소유한 세르텍펫(Sertecpet)과 관련이 있다.
이나 페이퍼즈 사건은 에콰도르에서 중요한 정치적 파장과 사회적 불안을 일으켰으며 국회와 에콰도르 국가 검찰청 앞에서의 조사와 출석 요청으로 이어졌다. 조사 결과로 레닌 모레노, 그의 아내 로시오 곤잘레스, 그의 딸 이리나, 그의 형제 에드윈과 기요메로, 그리고 36 명의 다른 개인에 대한 뇌물 혐의가 제기되었다.
2023년 2월에 국가 검찰 총장 다이아나 사라자르는 이나 페이퍼즈 사건이 확대되었고 파나마로부터 국제적인 법적 지원을 통해 관련 정보가 입수되었다고 보도했다. 이후 2023년 3월에 공판에서 관련 혐의가 공식적으로 제기되었으며 검찰은 피의자들에 대한 예방 구속을 요청하여 도주 위험을 언급했다. 그러나 판사는 국가 법원 앞에서 주기적으로 출석하고 해외여행 금지와 같은 덜 제약적인 예방 조치를 적용하기로 결정했다.
2023년 4월에 검찰은 이나 페이퍼즈 사건에 연루된 레닌 모레노, 로시오 곤잘레스, 이리나 모레노 및 다른 7 명의 개인에 대한 예방 구속을 요청했다. 모레노를 포함한 연루된 10 명이 법정 앞에서 주기적인 출석을 이행하지 않았다는 보도가 있었으며, 이에 따라 국제 수배 및 체포 요청이 접수되었다.
Ina Papers 사건은 계속 진행 중이며, 뇨무레노와 그의 가족이 연루된 혐의된 부패 및 뇌물 활동에 대한 추가적인 조사와 법적 절차가 더 많은 빛을 발할 것으로 예상된다. 이러한 비난은 에콰도르의 정치 및 사회 영역에 상당한 영향을 미쳤으며, 권력 행사에서의 투명성과 윤리에 대한 의문을 제기하고 있다..

## 역대 선거 결과
| 선거명      | 직책명            | 대수 | 정당        | 1차 득표율 | 1차 득표수  | 2차 득표율 | 2차 득표수  | 결과 | 당락 |
| ----------- | ----------------- | ---- | ----------- | ---------- | ----------- | ---------- | ----------- | ---- | ---- |
| 2006년 선거 | 에콰도르의 부통령 | 47대 | 파이스 연립 | 22.84%     | 1,246,333표 | 56.67%     | 3,517,635표 | 1위  |      |
| 2009년 선거 | 에콰도르의 부통령 | 47대 | 파이스 연립 | 51.99%     | 3,584,236표 |            |             | 1위  |      |
| 2017년 선거 | 에콰도르의 대통령 | 46대 | 파이스 연립 | 39.36%     | 3,716,343표 | 51.16%     | 5,062,018표 | 1위  |      |